# Polaris Slingshot
Polaris Slingshot – trójkołowy samochód sportowy klasy miejskiej produkowany pod amerykańską marką Polaris od 2014 roku.

## Historia i opis modelu

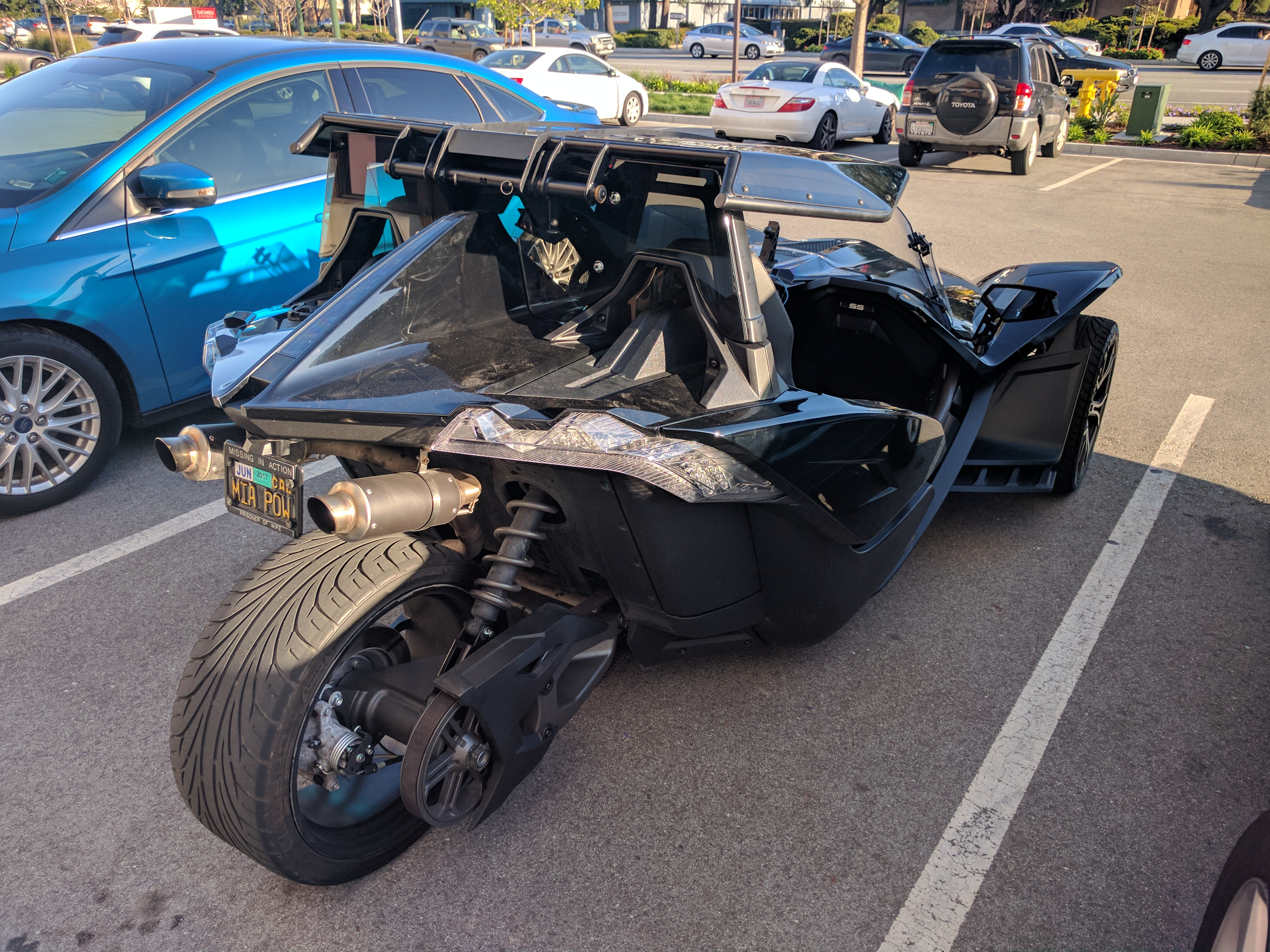
Polaris Slingshot - tył

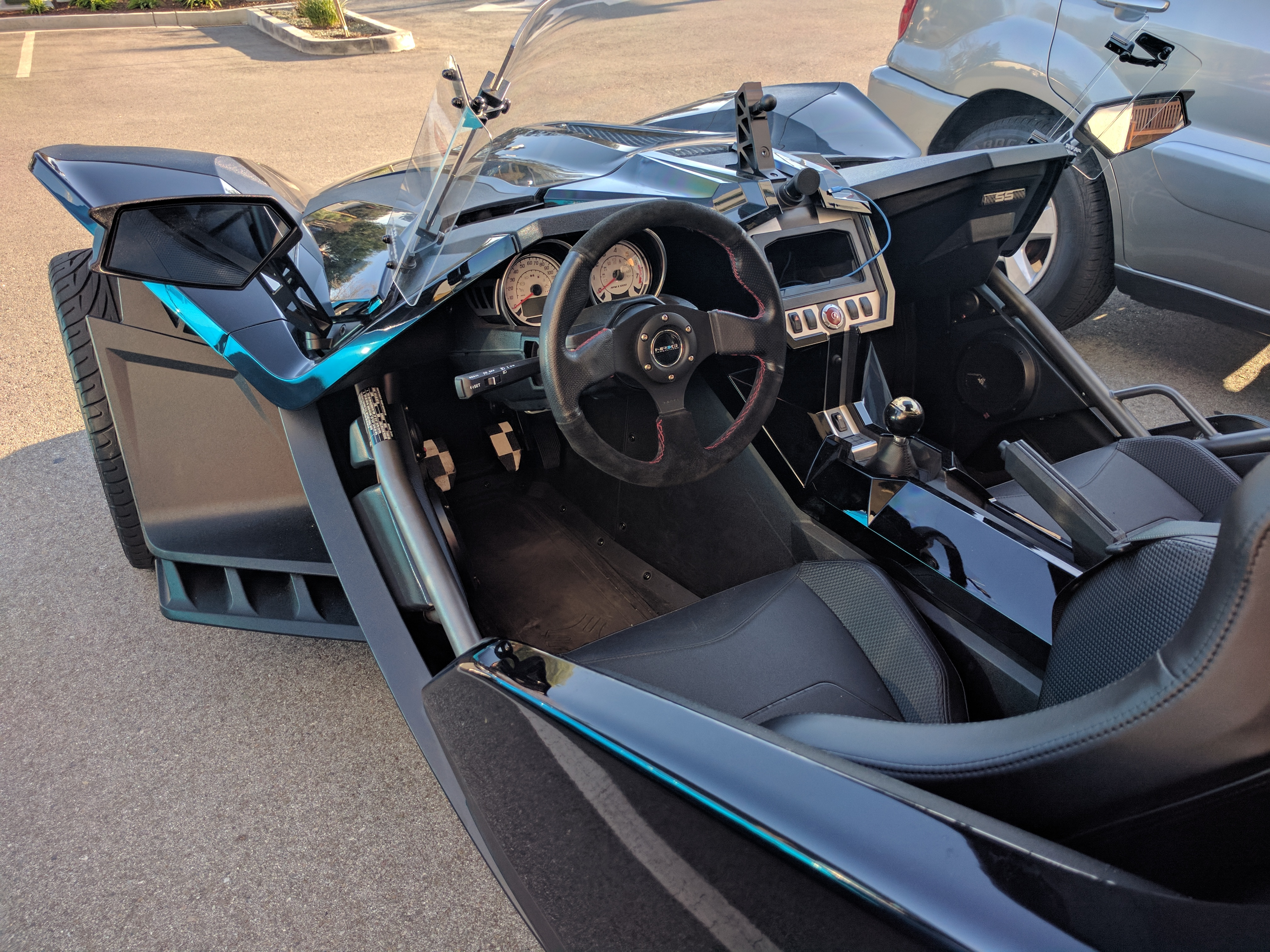
Polaris Slingshot - kokpit

Trójkołowy samochód sportowy Slingshot powstał jako pierwszy tego typu pojazd w historii amerykańskiego przedsiębiorstwa Polaris dotychczas skoncentrowanego głównie na quadach i skuterach śnieżnych. Premiera tego modelu odbyła się w lipcu 2014 roku, wyróżniając się połączeniem cech samochodu i motocyklu z dwumiejscowym, otwartym nadwoziem typu roadster.
Układ napędowy Slingshota początkowo utworzył 2,4-litrowy silnik benzynowy z serii EcoTec konstrukcji General Motors, wyróżniając się mocą maksymalną 173 KM i współpracą z 5-biegową, manualną przekładnią biegów przenoszącą moc na pojedyncze, tylne koło. Po 5 latach produkcji, w 2019 roku Polaris wyposażył Slingshota w nową, tym razem samodzielnej konstrukcji, 4-cylindrową jednostką benzynową o pojemności 2 litrów i większej niż poprzednio mocy 203 KM.

### Sprzedaż
Sprzedaż Polarisa Slingshota rozpoczęła się w roku debiutu, w 2014 roku. Cena pojazdu na rodzimym rynku amerykańskim wynosi 20 tysięcy dolarów, z kolei w ramach oficjalnej polskiej dystrybucji najtańszy egzemplarz Slingshota można kupić za 104 tysiące złotych. Produkcją trójkołowego samochodu Polarisa zajmują się zakłady w amerykańskim mieście Huntsville w stanie Alabama.

### Silniki
- R4 2.0l ProStar
- R4 2.4l EcoTec